# Opius clevelandensis
Opius clevelandensis är en stekelart som beskrevs av Fischer 1964. Opius clevelandensis ingår i släktet Opius och familjen bracksteklar. Inga underarter finns listade i Catalogue of Life.